# Wilson Fittipaldi Júnior
Wilson Fittipaldi Júnior (São Paulo, 25 de dezembro de 1943 – São Paulo, 23 de fevereiro de 2024) foi um ex-piloto brasileiro de Fórmula 1, irmão do bicampeão da categoria, Emerson Fittipaldi, e pai de Christian Fittipaldi. Wilson participou de 38 grandes prêmios, estreando em 1 de maio de 1972.

## Biografia
Era filho de Wilson Fittipaldi, famoso locutor de automobilismo de rádio. Em 1964, foi um dos pilotos do Desafio 50 mil quilômetros no Autódromo de Interlagos.
Começou como a maioria, no kart, participando da primeira prova realizada no Brasil, em Agosto de 1960 e ainda nesta década, foi Campeão Paulista da categoria.
No meio da década de 60, criou a Kart Mini, um kart totalmente diferente, bem mais leve que seus concorrentes e com peças em magnésio e fibra de vidro, sendo este na posição "laydown" (deitada). No ano de 1965 ainda, vendeu sua fábrica de karts e dedicou-se exclusivamente aos automóveis.

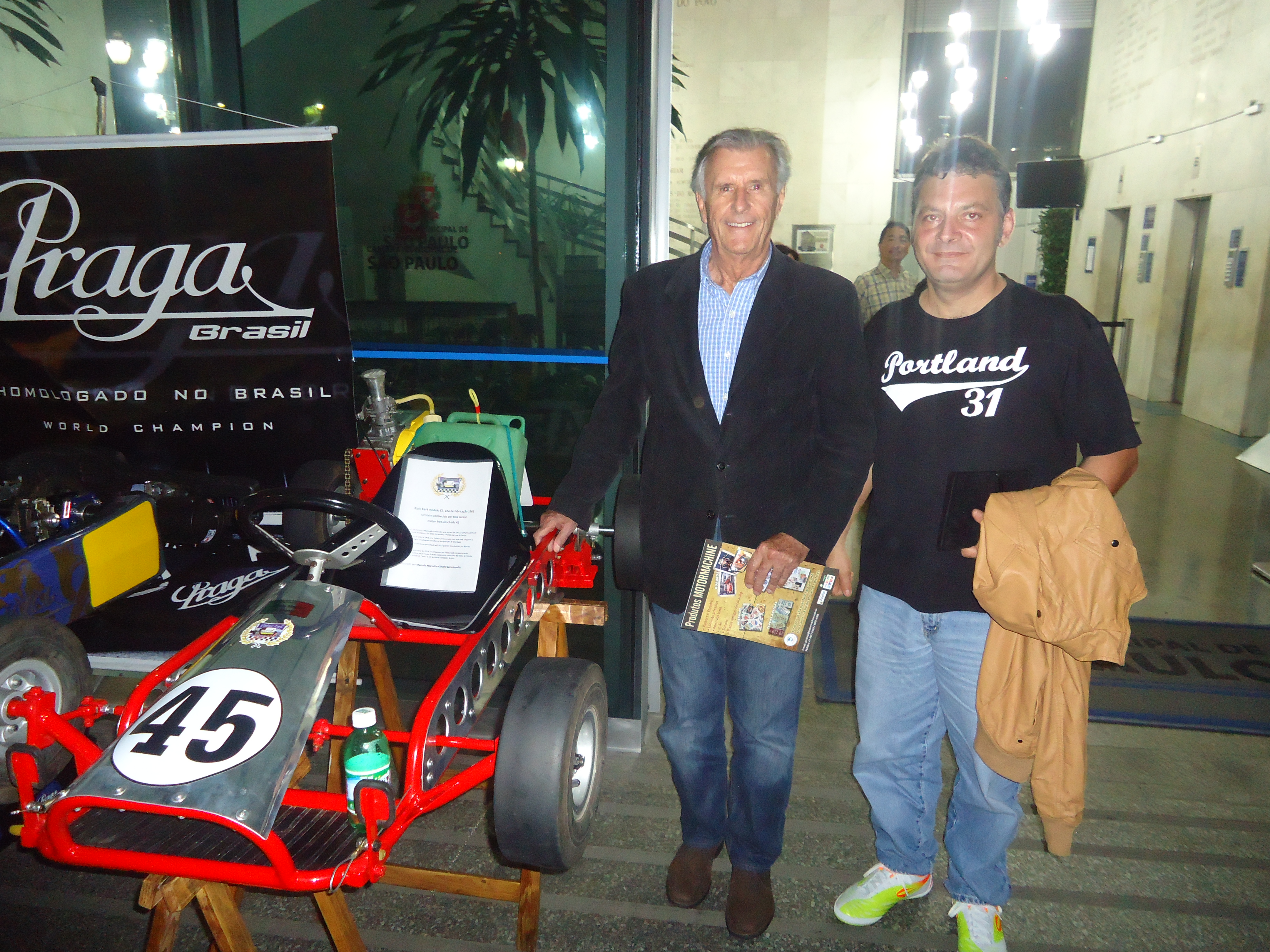
Em evento na Alesp no ano de 2014, quando foi homenageado pela sua passagem no Kartismo Paulista. Ao lado, outro homenageado, Marcelo Afornali, criador da categoria Vintage no Brasil.

Wilson havia construído carros de corrida vencedores quando participava com o irmão de provas do automobilismo brasileiro da década de 1960 (chamadas de corridas de Fórmula Vê). Resolveu se dedicar a construção de um carro de Fórmula 1, até hoje o único projeto brasileiro que chegou a competir nessa categoria. O carro estreou em 1975, tendo como piloto no primeiro ano o próprio Wilson.
De 1976 a 1980 o piloto principal foi Emerson Fittipaldi, já bicampeão mundial de Fórmula 1, enquanto Wilson se tornou o chefe da equipe Copersucar-Fittipaldi. Com a pilotagem de Emerson e a direção de Wilson, a equipe apresentou bons resultados ao longo de sua trajetória, inclusive um segundo lugar no GP do Brasil de 1978, mas o projeto acabou sendo abandonado por falta de patrocínio e muitas dívidas no começo da década de 1980. Depois da conturbada experiência, Emerson resolveu se transferir para a Fórmula Indy, onde voltaria aos títulos.
Wilson passou mal no Natal em 25 de dezembro de 2023 (dia do seu 80° aniversário), após engasgar com um pedaço de carne, e foi encaminhado e internado na unidade do Prevent Senior no Itaim Bibi, vindo a falecer em 23 de fevereiro de 2024 aos 80 anos após uma parada cardíaca.

## Todos os resultados de Wilson Fittipaldi Júnior na Fórmula 1
(legenda)
| Ano  | Equipe                        | Chassis         | Motor                | 1         | 2         | 3         | 4         | 5         | 6         | 7         | 8         | 9         | 10        | 11        | 12        | 13        | 14        | 15       | Pontos | Posição  |
| ---- | ----------------------------- | --------------- | -------------------- | --------- | --------- | --------- | --------- | --------- | --------- | --------- | --------- | --------- | --------- | --------- | --------- | --------- | --------- | -------- | ------ | -------- |
| 1972 | Motor Racing Developments Ltd | Brabham BT33    | Ford Cosworth DFV V8 | ARG       | AFS       | ESP 7º G  | MON 9º G  |           |           |           |           |           |           |           |           |           |           |          | 0      | NC (22º) |
| 1972 | Motor Racing Developments Ltd | Brabham BT34    | Ford Cosworth DFV V8 |           |           |           |           | BEL Ret G | FRA 8º G  | GBR 12º G | ALE 7º G  | AUT Ret G | ITA Ret G | CAN Ret G | EUA Ret G |           |           |          | 0      | NC (22º) |
| 1973 | Motor Racing Developments Ltd | Brabham BT37    | Ford Cosworth DFV V8 | ARG 6º G  | BRA Ret G | AFS Ret G |           |           |           |           |           |           |           |           |           |           |           |          | 3      | 16º      |
| 1973 | Motor Racing Developments Ltd | Brabham BT42    | Ford Cosworth DFV V8 |           |           |           | ESP 10º G | BEL Ret G | MON 11º G | SUE Ret G | FRA 16º G | GBR Ret G | PAB Ret G | ALE 5º G  | AUT Ret G | ITA Ret G | CAN 11º G | EUA NC G | 3      | 16º      |
| 1975 | Copersucar - Fittipaldi       | Fittipaldi FD01 | Ford Cosworth DFV V8 | ARG Ret G |           |           |           |           |           |           |           |           |           |           |           |           |           |          | 0      | NC (27º) |
| 1975 | Copersucar - Fittipaldi       | Fittipaldi FD02 | Ford Cosworth DFV V8 |           | BRA 13º G | AFS DNQ G | ESP Ret G | MON DNQ G | BEL 12º G | SUE 17º G |           |           |           |           |           |           |           |          | 0      | NC (27º) |
| 1975 | Copersucar - Fittipaldi       | Fittipaldi FD03 | Ford Cosworth DFV V8 |           |           |           |           |           |           |           | PAB 11º G | FRA Ret G | GBR 19º G | ALE Ret G | AUT DNQ G | ITA       | EUA 10º G |          | 0      | NC (27º) |